# Laboratorio Nacional de Supercómputo del Sureste de México
El Laboratorio Nacional de Supercómputo del Sureste de México, también referido como LNS, fundado el 17 de agosto de 2015 en Puebla, Puebla. Su principal función es ofrecer servicios de cómputo de alto rendimiento para facilitar el progreso de la investigación científica.

## Historia
Establecido mediante la colaboración del Instituto Nacional de Astrofísica, Óptica y Electrónica (INAOEP), la Universidad de las Américas (UDLAP) y la Benemérita Universidad Autónoma de Puebla (BUAP). La BUAP, siendo la sede, provee la infraestructura física, instalaciones y personal necesarios para el funcionamiento del LNS, así como se encarga de su operación y soporte. La creación de este laboratorio fue posible gracias a una inversión inicial de 53 millones de pesos por parte del Consejo Nacional de Ciencia y Tecnología (Conahcyt).

## Objetivos
El objetivo principal del Laboratorio Nacional de Supercómputo del Sureste de México es ofrecer servicios de supercómputo a la comunidad científica, académica y de desarrollo tecnológico.

## Infraestructura
El laboratorio cuenta con varios segmentos de cómputo científico:

### 1. Cuetlaxcoapan
Clúster con procesadores Intel Xeon Haswell
- 107 nodos de cálculo Thin (2568 núcleos): 2 CPU de 12 cores y 128 GB RAM
- 20 nodos de cálculo Fat (480 núcleos): 2 CPU de 12 cores y 512 GB de RAM
- 20 nodos de cálculo semi Fat (480 núcleos): 2 CPU de 12 cores y 256 GB de RAM
- 3 servidores de gestión (login, colas y aprovisionamiento)
- 240 TB de espacio total para almacenamiento en disco y 1.2 PB de almacenamiento en cinta
- Interconectados P2P mediante una red Infiniband de 56 Gbps

### 2. Centepetl
Clúster con procesadores Intel Knights Landing MIC (Many Integrated Core)
- 45 nodos de cálculo (3060 núcleos): CPU Intel Xeon Phi Knights Landing de 68 cores y 208 GB de RAM por nodo
- 2 servidores de gestión (login y aprovisionamiento)
- Red interna administrativa Ethernet Gigabit
- Red de procesamiento Intel Omnipath a 100 Gbps
- Rendimiento de 135 TFlops
- 1 Sistema de almacenamiento de 480 TB

### 3. Cholollan
Nodo de cómputo GPU
- 8 tarjetas Nvidia 1080 Ti sobre un solo servidor
- 2 procesadores Intel Xeon E5-2650 v4 @ 2.20GHz con 24 núcleos cada uno
- 8 Tarjetas GPU Nvidia GTX 1080 Ti con un total de 28,672 núcleos CUDA y 11 GB de memoria GDDR5X por tarjeta
- 128 GB de memoria RAM
- Sistema Local de almacenamiento de 20 TB

### 4. Tlahtoliquic - UI
- Acceso a usuarios (el embajador)
- Sistema de seguridad protegido por Firewalls y un Gate para autenticación

### 5. Clúster IBM Power9
Organizado en dos segmentos de 3 equipos, 6 Servidores IBM AC922 Power9 con:
- 2 procesadores Power9 de 20 cores
- 1024 GB de memoria RAM
- 2 discos duros SSD SATA de 1.9 TB
- 4 Tarjetas NVIDIA Volta V100 SXM2 con NVLINK
- Procesamiento Tensorial (125 TF Tensor core para IA) por tarjeta
- Incorporados al Storage Distribuido

### 6. Clúster Huapáctic
21 nodos de cálculo Thin (504 núcleos): 2 CPU de 12 cores y 128 GB RAM
5 Servidores Lenovo SR-670 con GPU
- 2 procesadores Intel Xeon Gold 6342 de 24 cores a 2.8 GHz
- 1024 GB de memoria RAM
- 4 unidades NMVe PCIe 3.0 U.2 de 7.689 TB
- 2 unidad U.2 NMVePCI 4.0 para SO 1.6 TB (mirror)
- 4 Tarjetas NVIDIA Ampere A100 con NVLINK SXM4 de 80 GB RAM
- Procesamiento Tensorial (312 TF / F32 | 624 TF / F16) por tarjeta
- Incorporados al Storage Distribuido

### 7. Redes de comunicaciones
- Una red Ethernet Gigabit para gestión del hardware de los segmentos de la supercomputadora y el aprovisionamiento de software (Todos los nodos)
- Una red Infiniband FDR (56 Gbps) para comunicación rápida entre nodos de cálculo (Cuetlaxcoapan)
- Una red Omnipath (100Gbps) para la comunicación entre los nodos del cluster Knights Landing (Centepetl)
- Un enlace a 10Gbps dual para enlazar los diferentes segmentos a los campus del consorcio y a internet en general

### 8. Resumen de Almacenamiento
- Un sistema de cabinas con arquitectura SAN operando en Raid 6 con una capacidad útil de más de 2,000 Tera bytes (TB) con conectividad infiniband a 56 Gpbs y sistema de archivos Lustre
- Una Librería de Cintas con tecnología LTO-7 con una capacidad sin compresión de 450 TB útiles y usando compresión hasta 1,125 TB
- Un sistema local en Cholollan de 20 TB
- Un sistema para el manejo de /home de 80 TB
- Un sistema para proyectos de altas energías de 52 TB